# アイガルス・カルヴィティス
アイガルス・カルヴィーティス（Aigars Kalvītis、1966年6月27日 - ）はラトビアの政治家で元ラトビア首相。第10代首相を務めた。
カルヴィーティスは1992年にラトビア農業大学を卒業し、経済学の学位を取った。卒業後の1992年から1998年まで、いくつかの農業関連事業を経営した。カルヴィーティスは1997年、ラトビア人民党の創設者の一人となり、1998年にラトビア国会の議員に選ばれた。1999年から2000年まで農業大臣、2000年から2002年までは経済大臣を務めた。2002年には国会議員に再選され、人民党の党首となった。
2004年12月2日、カルヴィーティスはラトビアの首相に選ばれた。当初は新時代、緑と農民連合、ラトビア第一党という4つの党と連立政権を組んでいたが、2006年4月に新時代が離脱し、残る3党との少数派連立政権となった。
2006年10月7日の選挙で彼の政権は大勝し、1991年のラトビア独立以降初めて再任された首相となった。この選挙以降、政党「祖国と自由のために」も新たに政権に加わって、与党の議席は59(全100議席中)へと増え、カルヴィーティス率いる人民党は第１党となった。
2007年11月7日、彼が反汚職庁のAleksejs Loskutovsを解任したこと（その後すぐに撤回）への国民の不満に対して、カルヴィティスは12月5日に辞職することを宣言した。彼は12月5日にヴァルディス・ザトレルス大統領と会い、辞職する意思を伝えた。そして12月20日に次の首相イヴァルス・ゴドマニスが決まるまで首相を続けた。